# Kate Jackson
Catherine Elise Jackson, conocida artísticamente como Kate Jackson (Birmingham, Alabama, 29 de octubre de 1948), es una actriz estadounidense, famosa sobre todo por su papel de Sabrina Duncan en la serie de TV Los ángeles de Charlie.

## Biografía
Jackson estudió en la Universidad de Misisipi, donde fue miembro de una hermandad de mujeres gamma de Kappa Kappa, sin embargo no llegó a graduarse. Se trasladó a Nueva York y comenzó su carrera como actriz participando en la serie Dark Shadows (1970). Posteriormente, entre 1972 y 1976 interpretó el papel de la enfermera Jill Danko en la serie de éxito Los patrulleros (The Rookies).
Sin embargo, el personaje que le proporcionó fama mundial fue el de Sabrina Duncan en la serie de detectives Los ángeles de Charlie, en la que intervino entre 1976 y 1979. 
En 1982, protagonizó junto a Harry Hamlin la película Su otro amor, que abordaba el tema de la homosexualidad.
Entre 1983 a 1987, Jackson fue la protagonista de otra serie de detectives, El espantapájaros y la Sra. King, junto a Bruce Boxleitner. Con posterioridad, participó Babyboom (1988) y Lover Boy (1989). Desde entonces, Jackson ha intervenido en numerosas producciones especialmente rodadas para televisión.
En cuanto a su vida privada, Jackson contrajo matrimonio con el actor y productor Andrew Stevens, de quien se divorció en 1982. Se casó entonces con el redactor David Greenwald, pero también se divorciaron dos años más tarde. Su tercer matrimonio duró igualmente dos años entre 1991 y 1993. 
Consiguió luchar con éxito contra un cáncer de pecho en 1987 y 1989.

## Filmografía

### Películas
| Año  | Título                | Papel               | Notas |
| ---- | --------------------- | ------------------- | ----- |
| 1971 | Night of Dark Shadows | Tracy Collins       |       |
| 1972 | Limbo                 | Sandy Lawton        |       |
| 1977 | Thunder and Lightning | Nancy Sue Hunnicutt |       |
| 1981 | Dirty Tricks          | Karen Polly Bishop  |       |
| 1982 | Making Love           | Claire Elliot       |       |
| 1989 | Loverboy              | Diane Bodek         |       |
| 1999 | Error in Judgment     | Shelley             |       |
| 2004 | Larceny               | Mom                 |       |
| 2004 | No Regrets            | Suzanne Kennerly    |       |

### Películas para televisión
| Año  | Título                       | Pâpel                  | Notas |
| ---- | ---------------------------- | ---------------------- | ----- |
| 1972 | The New Healers              | Nurse Michelle Johnson |       |
| 1972 | Movin' On                    | Cory                   |       |
| 1973 | Satan's School for Girls     | Roberta Lockhart       |       |
| 1974 | Killer Bees                  | Victoria Wells         |       |
| 1974 | Death Cruise                 | Mary Frances Radney    |       |
| 1975 | Death Scream                 | Carol                  |       |
| 1976 | Death at Love House          | Donna Gregory          |       |
| 1979 | Topper                       | Marion Kerby           |       |
| 1981 | Inmates: A Love Story        | Jane Mount             |       |
| 1981 | Thin Ice                     | Linda Rivers           |       |
| 1983 | Listen to Your Heart         | Frannie Greene         |       |
| 1990 | The Stranger Within          | Mare Blackburn         |       |
| 1992 | Quiet Killer                 | Dr. Nora Hart          |       |
| 1992 | Homewrecker                  | Lucy                   | Voz   |
| 1993 | Adrift                       | Katie Nast             |       |
| 1993 | Empty Cradle                 | Rita Donohue           |       |
| 1994 | Armed and Innocent           | Patsy Holland          |       |
| 1994 | Justice in a Small Town      | Sandra Clayton         |       |
| 1995 | The Silence of Adultery      | Dr. Rachel Lindsey     |       |
| 1996 | The Cold Heart of a Killer   | Jessie Arnold          |       |
| 1996 | A Kidnapping in the Family   | DeDe Cooper            |       |
| 1996 | Panic in the Skies!          | Laurie Ann Pickett     |       |
| 1997 | What Happened to Bobby Earl? | Rose Earl              |       |
| 1998 | Sweet Deception              | Kit Gallagher          |       |
| 2000 | Satan's School for Girls     | The Dean               |       |
| 2001 | A Mother's Testimony         | Sharon Carlson         |       |
| 2003 | Miracle Dogs                 | Terri Logan            |       |
| 2006 | A Daughter's Conviction      | Maureen Hansen         |       |

### Series de televisión
| Año       | Título                     | Papel                         | Notas |
| --------- | -------------------------- | ----------------------------- | --- |
| 1970–1971 | Sombras tenebrosas         | Daphne Harridge               | 71 episodios |
| 1971      | The Jimmy Stewart Show     | Janice Morton                 | 2 episodios |
| 1972      | Bonanza                    | Ellen                         | Episodio: "One Ace Too Many" |
| 1972–1976 | The Rookies                | Jill Danko                    | 92 episodios |
| 1976–1979 | Charlie's Angels           | Sabrina Duncan                | 69 episodios Nominada—Globo de Oro a la mejor actriz de serie de televisión - Drama (1977–1979) Nominada—Primetime Emmy a la mejor actriz - Serie dramática (1978–1979) |
| 1977      | James at 15                | Robin                         | Episodio: "Pilot" Nominada—Primetime Emmy a la mejor actriz invitada - Serie dramática                                                                                  |
| 1977      | The San Pedro Beach Bums   | Herself                       | Episodio: "Angels and the Bums" |
| 1979      | Saturday Night Live        | Herself (guest host)          | Episode: "Kate Jackson/Delbert McClinton" |
| 1983–1987 | Scarecrow and Mrs. King    | Amanda King                   | 89 episodes Nominada—Globo de Oro a la mejor actriz de serie de televisión - Drama (1985)                                                                               |
| 1988–1989 | Baby Boom                  | J.C. Wiatt                    | 13 episodios |
| 1992      | The Boys of Twilight       | Miss Dutton                   | Episodio: "Piloto" |
| 1993      | Arly Hanks                 | Arly Hanks                    | Unsold TV pilot |
| 1997      | Ally McBeal                | Barbara Cooker                | Episodio: "The Kiss" |
| 1997      | Dead Man's Gun             | Katherine Morrison            | Episodio: "Death Warrant" |
| 1999      | Twice in a Lifetime        | Julie Smith / Mildred         | Episodio: "Double Exposure" |
| 1999      | Batman Beyond              | Bombshell                     | Voz, episodio: "Mind Games" |
| 2000      | Chicken Soup for the Soul  | Prof. Foley                   | Episodio: "Making the Grade" |
| 2002      | The Zeta Project           | Bombshell                     | Voz, episodio: "Ro's Gift" |
| 2002      | Sabrina, the Teenage Witch | Candy                         | Episodio: "It's a Hot, Hot, Hot Hot Christmas" |
| 2004      | Third Watch                | Jan Martin                    | 2 episodios |
| 2006      | Family Guy                 | Amanda King                   | Voz, episodio: "Deep Throats" |
| 2006      | American Dad!              | Herself                       | Voz, episodio: "Tears of a Clooney" |
| 2007      | Criminal Minds             | Ambassador Elizabeth Prentiss | Episodio: "Honor Among Thieves" |